# Okres Bruntál
Der Okres Bruntál (deutsch Bezirk Freudenthal) ist eine Gebietskörperschaft im Moravskoslezský kraj in Tschechien.

## Geschichte
Der Bezirk befindet sich im Nordosten des Moravskoslezský kraj, zum größten Teil in Mährisch-Schlesien und umfasst das südliche Altvatergebirge und das Niedere Gesenke.

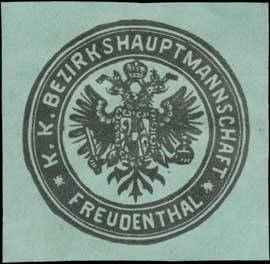
Bezirkshauptmannschaft Freudenthal – Siegelmarke

Der Bezirk entstand als politischer Bezirk Freudenthal mit der Reform der Verwaltungsgliederung 1867. Sitz der Bezirkshauptmannschaft (tschechisch Okresní hejtmanství) war Freudenthal. Mit Beginn des Jahres 1996 wurde die Stadt Zlaté Hory dem Okres Jeseník zugeordnet. Zum 1. Januar 2005 wurden die Orte Huzová, Moravský Beroun und Norberčany in den Okres Olomouc ausgegliedert. Zum 1. Januar 2007 wechselte die Gemeinde Sosnová in den Okres Opava.
Das Bezirksamt wurde zum 31. Dezember 2002 aufgelöst.
Im Okres Bruntál leben 89.834 Menschen (Stand 1. Januar 2023) in 67 Gemeinden (Obec). Mit 1536 km² ist er der größte Bezirk im Kreis, in dem die Wälder den größten Wirtschaftsfaktor darstellen.
Die Region Bruntal (Bruntálsko) war in der Vergangenheit eine Bergbaugegend, heute spielt die Industrie mit einem Anteil von fast 50 Prozent der Beschäftigten die wichtigste Rolle. Neben Maschinenbau spielen noch das Textilgewerbe und die Holzverarbeitung eine wichtige Rolle. Allerdings gehört die Arbeitslosigkeit zu den höchsten der Republik.

## Städte und Gemeinden
Andělská Hora (Engelsberg) – Bílčice (Heidenpiltsch) – Bohušov (Füllstein) – Brantice (Bransdorf) – Bruntál (Freudenthal) – Břidličná (Friedland a.d. Mohra) – Býkov-Láryšov (Pickau-Larischau) – Čaková (Friedersdorf) – Dětřichov nad Bystřicí (Dittersdorf a.d. Feistritz) – Dívčí Hrad (Maidelberg) – Dlouhá Stráň (Langenberg) – Dolní Moravice (Nieder Mohrau) – Dvorce (Hof) – Heřmanovice (Hermannstadt) – Hlinka (Glemkau) – Holčovice (Hillersdorf) – Horní Benešov (Benisch) – Horní Město (Bergstadt) – Horní Životice (Seitendorf b. Benisch) – Hošťálkovy (Gotschdorf) –  Janov (Johannesthal) – Jindřichov (Hennersdorf) – Jiříkov (Girsig) – Karlova Studánka (Bad Karlsbrunn) – Karlovice (Karlsthal) – Krasov (Kronsdorf) – Krnov (Jägerndorf) – Křišťanovice (Christdorf) – Leskovec nad Moravicí (Spachendorf) – Lichnov (Lichten) – Liptaň (Liebenthal) – Lomnice (Lobnig) – Ludvíkov (Ludwigsthal) – Malá Morávka (Klein Mohrau) – Malá Štáhle (Klein Stohl) –  Mezina (Messendorf) – Město Albrechtice (Olbersdorf) – Milotice nad Opavou (Milkendorf) – Moravskoslezský Kočov (Mährisch u. Schlesisch Kotzendorf) – Nová Pláň (Neurode) – Nové Heřminovy (Neu Erbersdorf) – Oborná (Spillendorf) – Osoblaha (Hotzenplotz) – Petrovice (Petersdorf) – Razová (Raase) – Roudno (Rautenberg) – Rudná pod Pradědem (Vogelseifen) – Rusín (Rausen) – Rýmařov (Römerstadt) – Ryžoviště (Braunseifen) – Slezské Pavlovice (Deutsch Paulowitz) – Slezské Rudoltice (Rosswald) – Stará Ves (Altendorf) – Staré Heřminovy (Alt Erbersdorf) – Staré Město (Altstadt) – Světlá Hora (Lichtewerden) – Svobodné Heřmanice (Frei Hermersdorf) – Široká Niva (Breitenau) – Třemešná (Röwersdorf) – Tvrdkov (Pürkau) – Úvalno (Lobenstein) – Václavov u Bruntálu (Wildgrub) – Valšov (Kriegsdorf) – Velká Štáhle (Groß Stohl) – Vrbno pod Pradědem (Würbenthal) – Vysoká (Waißak) – Zátor (Seifersdorf)